# Atirar e fugir

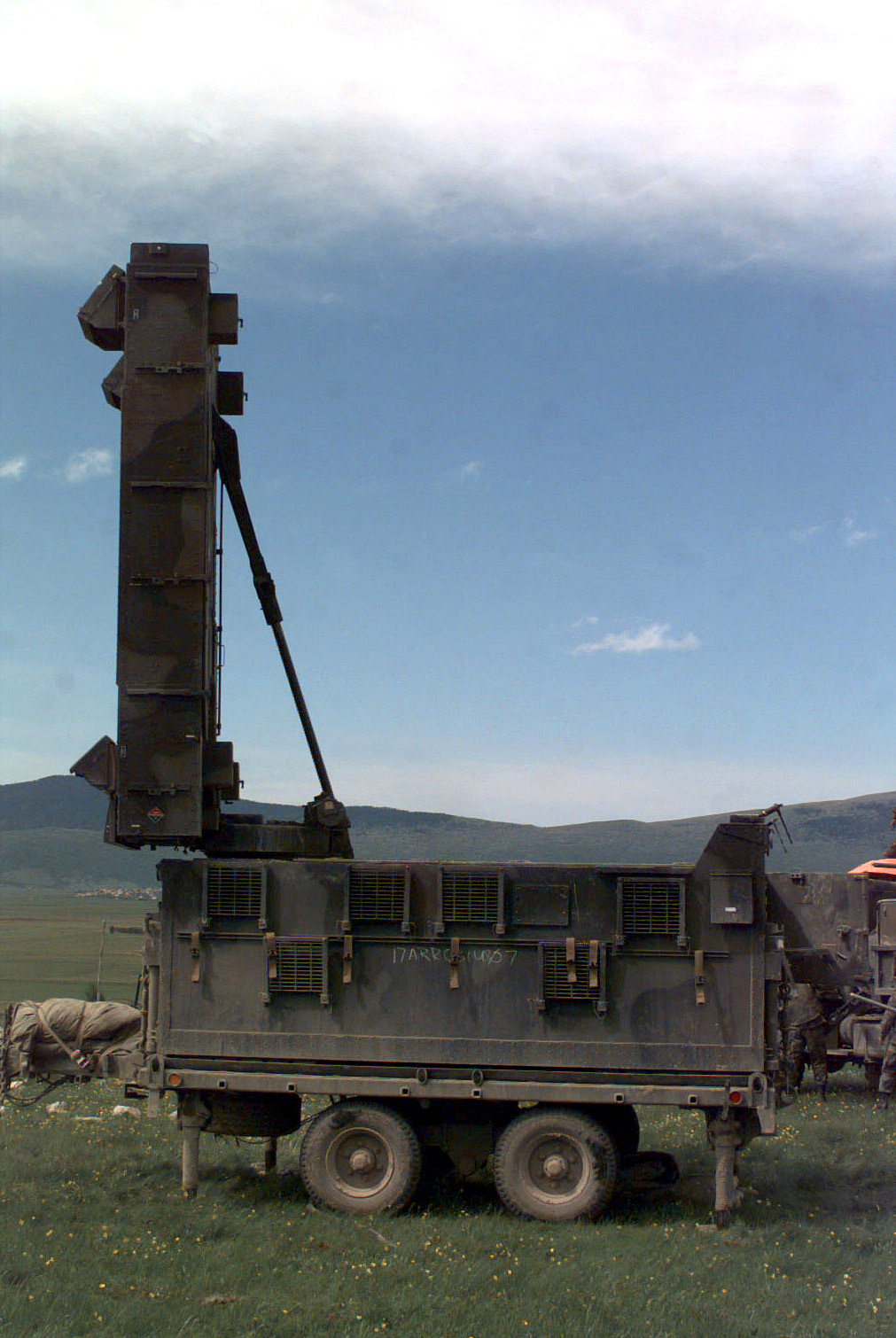
O radar AN/TPQ-37 pode detectar fogo de artilharia hostil e direcionar unidades amigas para revidar, exigindo táticas de atirar e deslocar para defesa.

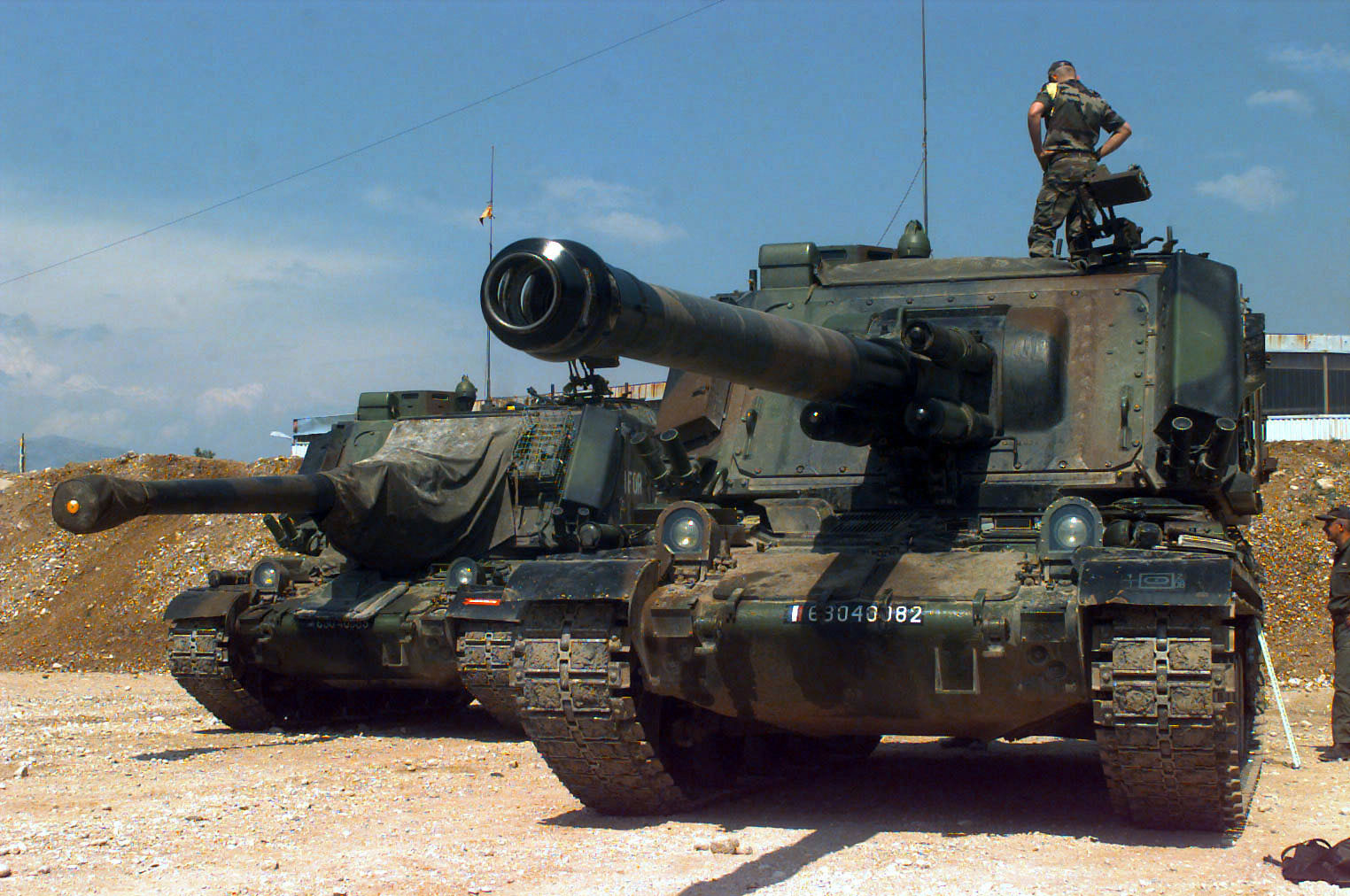
O AMX 30 AuF1, um canhão autopropulsado em serviço no Exército Francês, é uma possível ferramenta para as táticas de atirar e fugir.

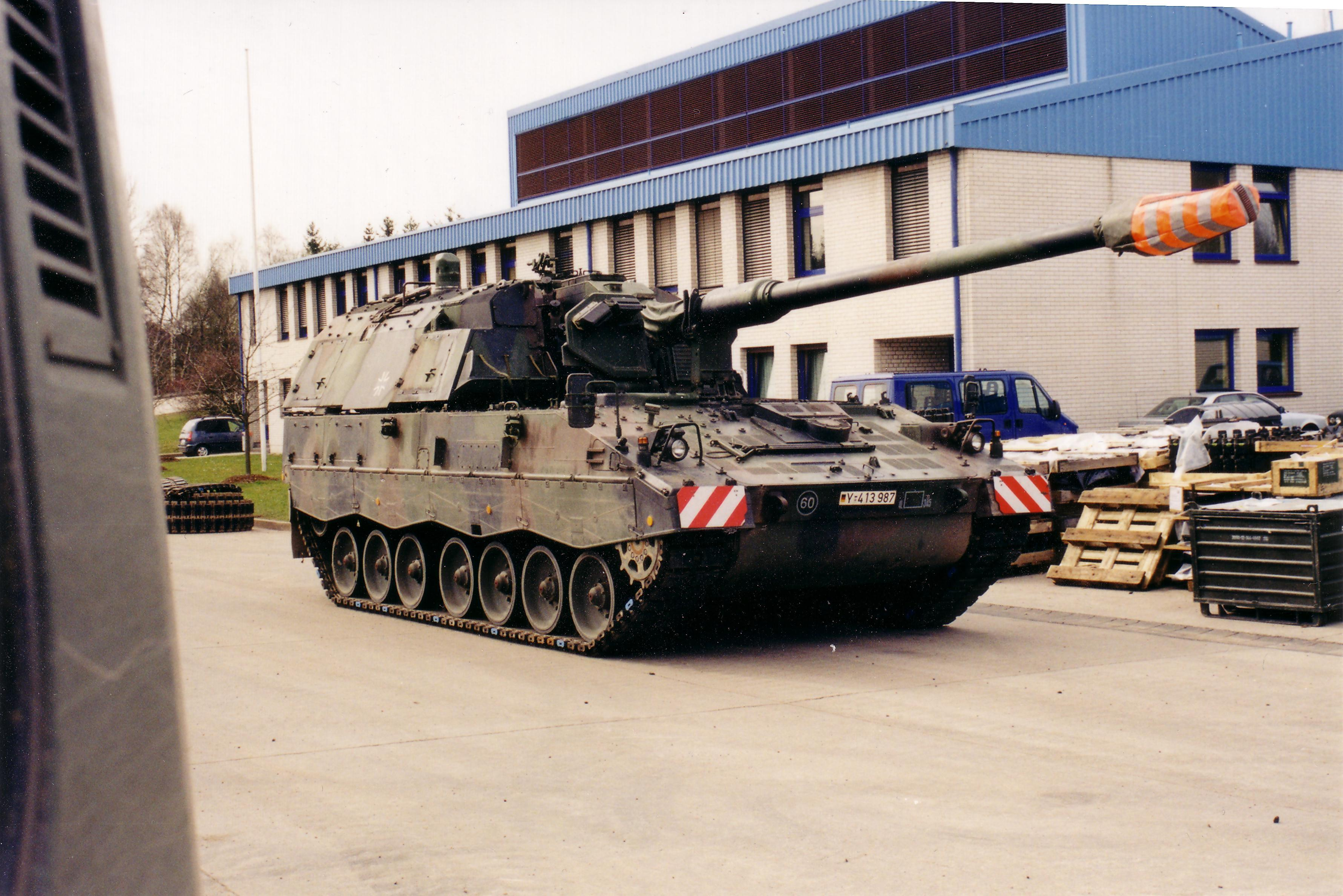
O moderno PzH 2000 do Exército Alemão, com capacidade de atirar e fugir, pode disparar entre 10 e 13 tiros por minuto.

Atirar e fugir (alternativamente, atirar e deslocar ou atirar e mover) é uma tática de artilharia que consiste em disparar contra um alvo e, em seguida, afastar-se imediatamente do local de onde os tiros foram disparados para evitar o fogo de contrabateria, por exemplo, da artilharia inimiga.:1-51

## Guerra do Cáucaso
O primeiro uso registrado dessa tática veio da Guerra do Cáucaso, onde o checheno Naib Talkhig de Shali ficou famoso por suas táticas de atirar e fugir, chamadas de artilharia nômade pelos russos, nas décadas de 1830-1850. Segundo o historiador e professor russo Nikolay Smirnov, ele foi um dos primeiros comandantes a usar essa tática.

## Segunda Guerra Mundial
A necessidade de tais táticas na Segunda Guerra Mundial tornou-se óbvia a partir da notável assinatura de fumaça produzida pelo uso de armas de infantaria antitanque, como o lançador de granadas antitanque alemão Panzerfaust, a bazuca americana M1 e seus lançadores de foguetes antitanque derivados alemães Panzerschreck, e também pelos vários modelos de sistemas de foguetes de barragem alemães Nebelwerfer e Wurfrahmen 40. Nos tempos modernos, mover-se após o disparo é importante, pois há uma infinidade de sistemas eletrônicos, como o radar de contrabateria que pode detectar automaticamente o fogo de artilharia em tempo quase real e o fogo de contrabateria direto da artilharia amiga.:1-51

## Lançador de foguetes
A técnica de atirar e fugir foi originalmente possível e usada pela artilharia de foguetes soviética Katyusha, cuja construção rudimentar de trilhos em um chassi de caminhão a tornava relativamente leve e móvel, enquanto sua rápida salva completa de 7 a 10 segundos, recarga lenta e completa falta de proteção tornavam a troca de posições sua principal tática e melhor defesa.

## OTAN
As táticas de atirar e fugir foram adotadas pela primeira vez pela OTAN no início da década de 1960 por suas unidades de artilharia nuclear usando obuses rebocados de 8 polegadas e foguetes MGR-1 Honest John montados em caminhões. Eles operavam como canhões ou lançadores individuais, normalmente posicionados em um esconderijo, entravam em ação quando recebiam uma missão de fogo nuclear, disparavam e imediatamente saíam de ação e se moviam para outro esconderijo adjacente a outra posição de tiro. Essas táticas se tornaram normais para unidades de mísseis em todo o mundo e foram usadas com sucesso por unidades de mísseis iraquianas na Guerra do Golfo de 1990-1991.

## M270
Táticas semelhantes foram adotadas pelos pelotões do Sistema de Lançamento de Foguetes Múltiplos (MLRS) M270 quando ele entrou em serviço, embora neste caso os lançadores geralmente fossem primeiro para um local de recarga após o disparo.:B-18 Pode ser usado pelo indiano Pinaka ou pelos russos Grad, Uragan e Smerch, embora originalmente sistemas como o Grad usassem táticas mais tradicionais.

## Baterias de armas autopropulsadas
A tática também foi adaptada para uso mais geral com baterias de armas autopropulsadas (como o M109 Paladin dos EUA:1 ou alemão PzH 2000).

## AS-90
Uma versão refinada são as áreas de manobra de armas desenvolvidas pelo Reino Unido para uso por baterias AS-90 quando a ameaça de contrabateria é alta. Essas áreas cobrem vários quilômetros quadrados e as armas se movimentam em pares. A decisão difícil é decidir quanto tempo as armas podem permanecer em um lugar antes de serem movidas. Isso requer julgamento sobre a capacidade de resposta do inimigo à contrabateria. Nessas áreas, os elementos de comando da bateria permanecem em um só lugar e há várias opções para reabastecer a munição de bordo dos canhões. A tática é afetada pela cadência de tiro dos canhões de manobra e pelo tempo que eles levam para sair de ação. No entanto, também é muito desgastante para as equipes de artilharia e, para uso prolongado, equipes de socorro são essenciais.

## G6 Howitzer
Os abuses G6 howitzer da Força de Defesa da África do Sul usaram a técnica de forma muito eficaz em Angola contra as forças cubanas na Batalha de Cuito Cuanavale.

## Ucrânia
Treinados pela Bundeswehr alemã, os ucranianos têm usado essa tática durante a Guerra Russo-Ucraniana, empregando sistemas de mísseis terra-ar S-200 contra aeronaves de vigilância russas Beriev A-50.